# Länsväg 223
De Zweedse weg 223 (Zweeds: Länsväg 223) is een provinciale weg in de provincie Södermanlands län in Zweden en is circa 66 kilometer lang.

## Plaatsen langs de weg
- Sjösa
- Runtuna
- Björnlunda
- Mariefred

## Knooppunten
- Länsväg 219 bij Sjösa (begin)
- E4 bij Sjösa
- Riksväg 57: gezamenlijk tracé, bij Björnlunda
- E20: gezamenlijk tracé, bij Mariefred